# Micromouse Olimpiade

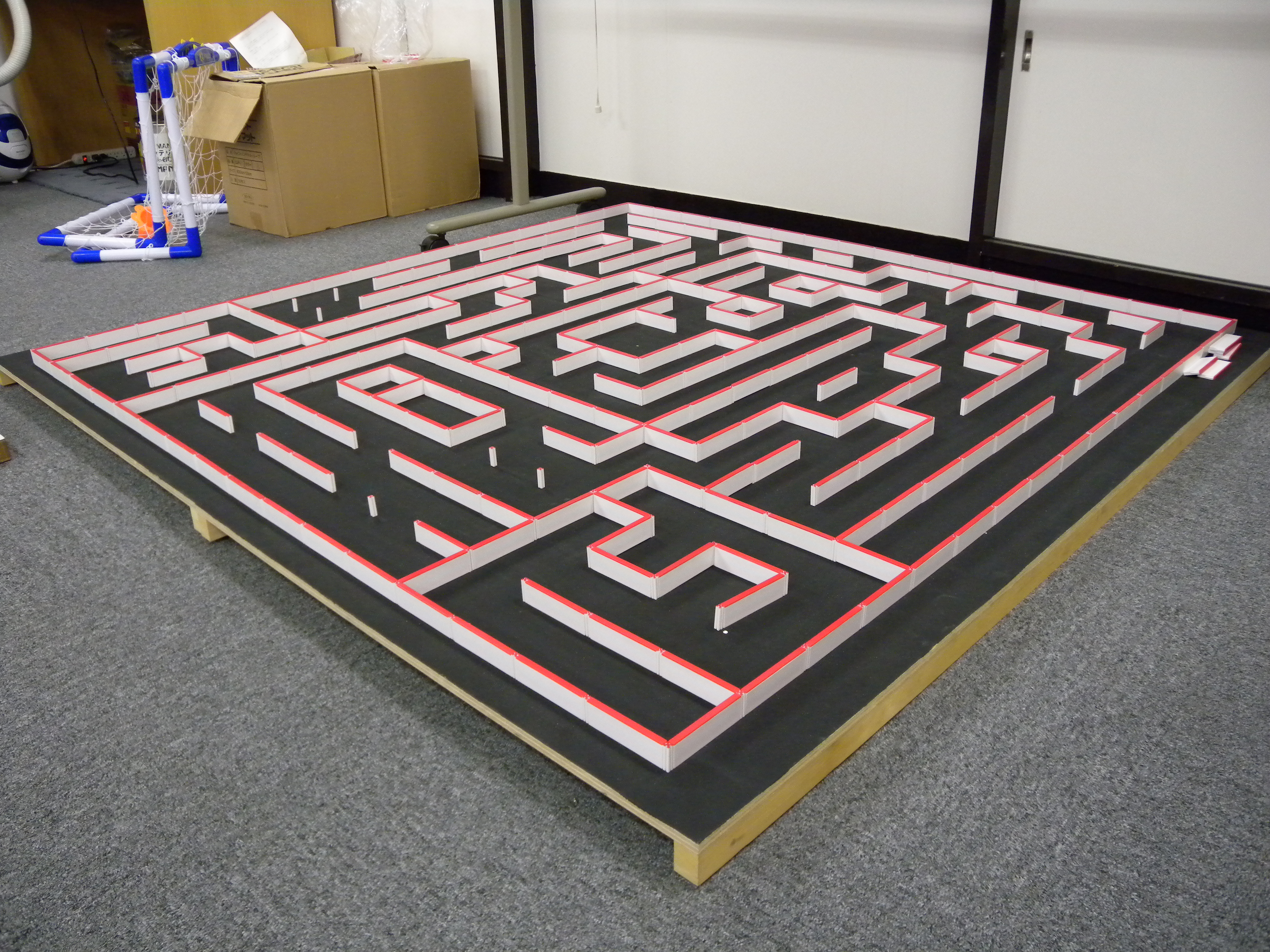
Мікромишачий лабіринт

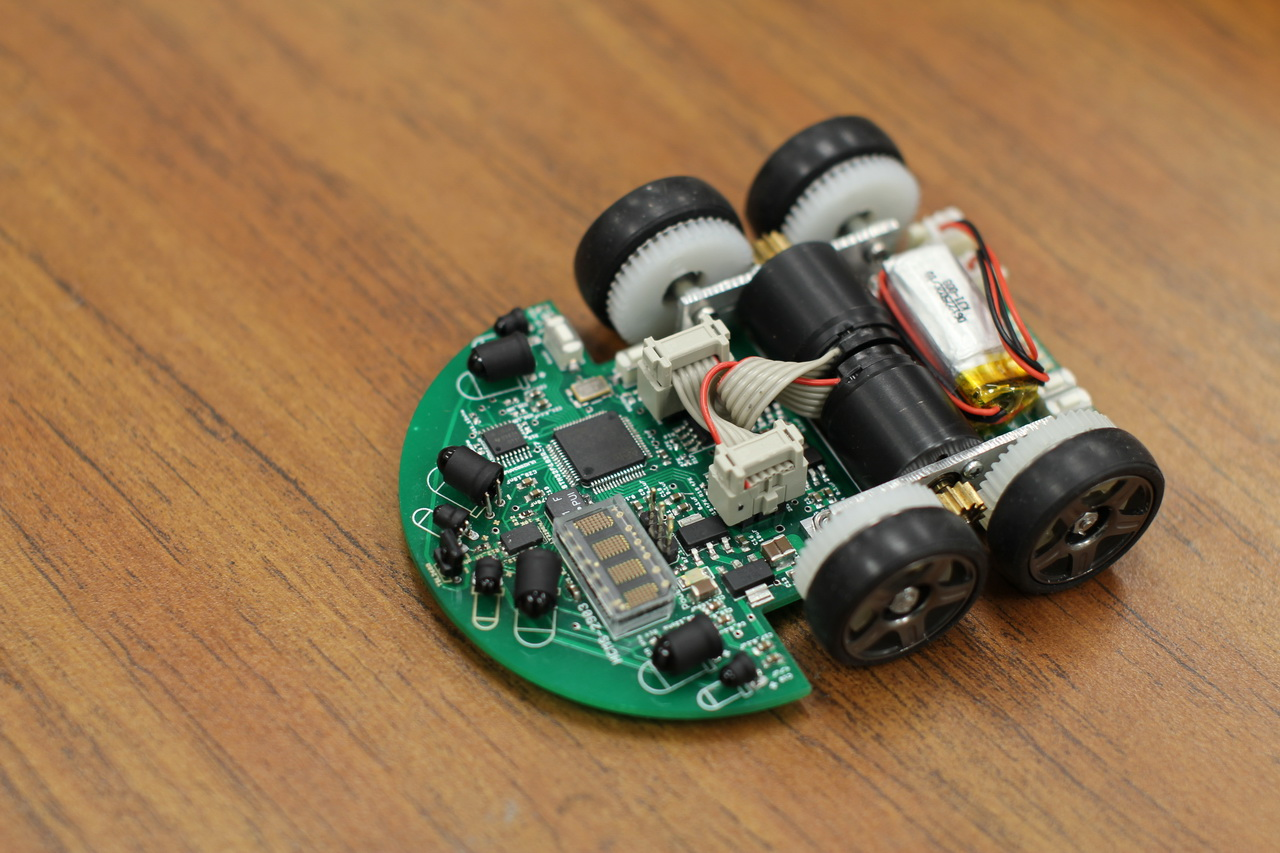
Робот мікромиша

Micromouse Olimpiade (Мікромишача Олімпіада) — це подія, де маленькі роботизовані миші змагаються, щоб вирішити лабіринт 16×16. Це почалося наприкінці 1970-х років.  Події проводяться по всьому світу та є найбільш популярними у Великобританії, США, Японії, Сінгапурі, Індії, Південній Кореї та стають популярними в країнах субконтиненту, таких як Шрі-Ланка.
Лабіринт складається з сітки 16×16 клітинок, 180мм у кожний квадрат зі стінками 50 мм заввишки.  Миші є повністю автономними роботами, які повинні без сторонньої допомоги знайти шлях із заздалегідь визначеної вихідної позиції до центральної частини лабіринту. Мишці потрібно стежити за тим, де вона знаходиться, відкривати стіни під час дослідження, малювати лабіринт і визначати, коли вона досягла мети. Досягнувши мети, миша зазвичай виконує додаткові пошуки лабіринту, поки не знайде оптимальний маршрут від старту до фінішу. Коли оптимальний маршрут буде знайдено, миша пройде цей маршрут за найкоротший досяжний час.
Регулярно проводяться конкурси та конференції.

## Пів розмірна Мікромиша
Версія Micromouse під назвою Half-Size Micromouse була представлена на 30-му Всеяпонському конкурсі Micromouse у 2009 році. Замість лабіринту 16×16 у конкурсі Half-Size використовується лабіринт розміром до 32×32. Розміри комірки та стінки зменшено вдвічі, що створює новий виклик.

## Розгадування лабіринту
Миші, які використовуються на змаганнях, використовують основні елементи навігації роботів, зокрема картографування, планування та локалізацію. Крім того, вони оптимізують свій шлях через лабіринт за допомогою різних алгоритмів пошуку. Загальні алгоритми пошуку використовують варіації методу заповнення Беллмана,  алгоритму Дейкстри, алгоритму пошуку A*, серед різноманітних алгоритмів обходу графів і дерев.

## Продуктивність
Миші можуть бігати зі швидкістю понад три метри за секунду, залежно від конструкції лабіринту. Одними з найкращих конструкторів мікромишей є Юсуке Като, Нг Бен Кіат і Фумітака Накасіма.  Поточний світовий рекорд становить 3,921 секунди і належить Нг Бен Кіат.
Показники за останні роки значно покращилися. Починаючи з 2015 року, миші-переможці, швидше за все, бігають із прискоренням вперед і гальмуванням, що перевищує 1g.  Можливе проходження поворотів із доцентровим прискоренням до 2g. Мікромиші є одними з найефективніших автономних роботів.
Зовсім недавно роботів оснастили вентилятором для створення часткового вакууму під мишею під час її роботи. Завдяки додатковій притискній силі миші можуть швидше пересуватися лабіринтом через те, що вони краще контактують з поверхнею лабіринтової доріжки. Порівняно з мишкою без вентилятора, новіші роботи, можуть досягти доцентрового прискорення 6g або більше. Прискорення по прямій може легко перевищувати 2,5 g.